# 바덴부르크 증후군
바덴부르크 증후군 (Waardenburg syndrome) 은 1951년 네덜란드 안과 의사인 Waardenburg 에 의해 기술된 증후군이며, 신경릉 (Neural crest)에서 기원하는 여러 가지 세포, 특히 멜라닌세포 (Melanocyte) 이상을 보인다.
멜라닌세포는 피부, 안구, 내이의 발달에서 중요한 역할을 하기 때문에 난청과 더불어 dystopia canthrum (hyperterorism, wide set eyes) , 피부 백반증, 청색안 (blue eye) 등을 보이는 증후군이다.
42만명 당 1명의 희귀한 빈도를 보이지만 농아 학교에서는 30명당 1명의 빈도를 보인다고 한다.
상염색체 우성 유전을 보이지만 Type 2,4 의 일부는 열성 유전을 보인다.
유전적으로는 Neural crest 형성 및 melanocyte 발달에 관여하는 PAX3 외 여러 가지 유전자의 이질적인 이상에 의함이 증명되었다.

## 같이 보기
- 체디아크-히가시 증후군